# Bagavala, Tiptur
Bagavala là một làng thuộc tehsil Tiptur, huyện Tumkur, bang Karnataka, Ấn Độ.